# Amfiteátrum
Az amfiteátrum (a ógörög άμφί 'két oldalt' és θέατρον 'színház' szavakból, latinul amphitheatrum) kör vagy ovális alakú, különféle rendezvények tartására használt tér, amelyet nézőközönség befogadására alkalmas fedetlen lelátó vesz körül.

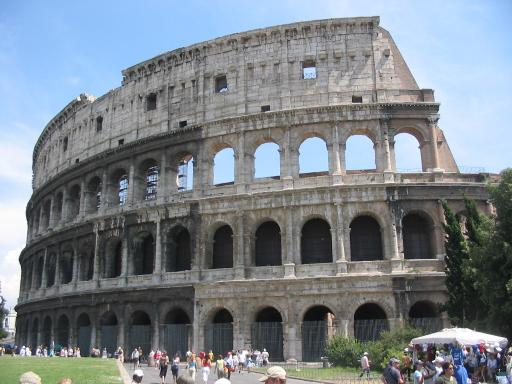
A római Colosseum 50 ezer ember befogadására volt alkalmas

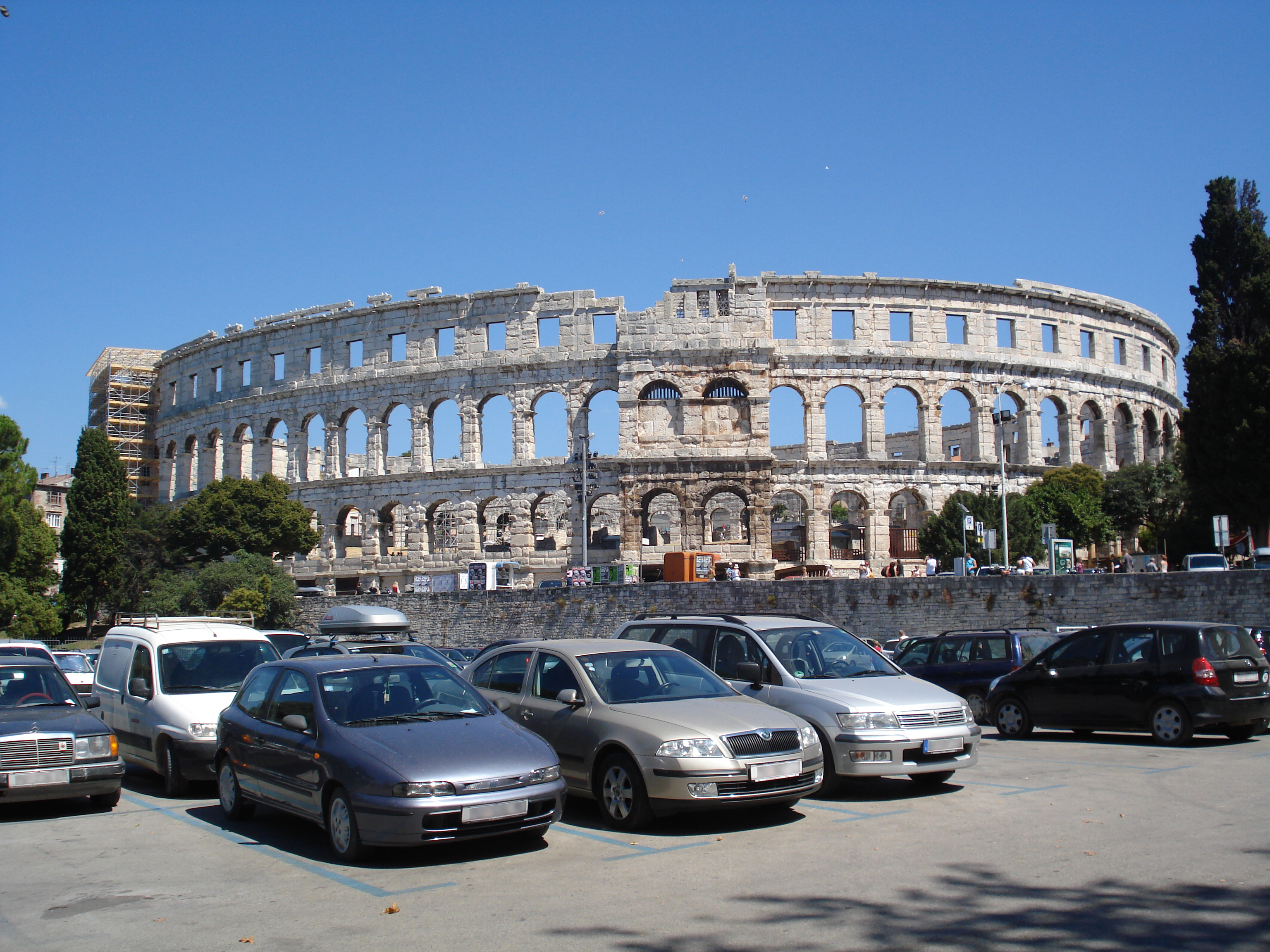
A pólai amfiteátrum

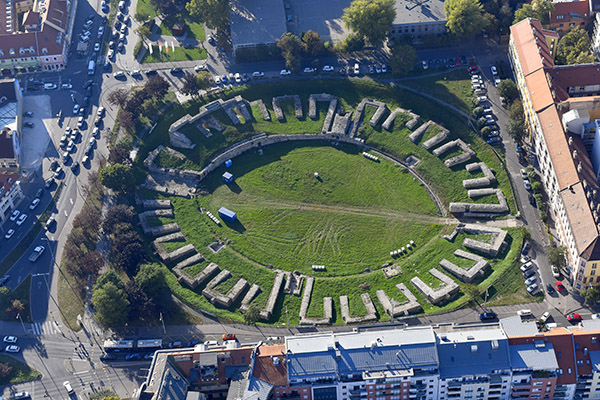
Az aquincumi katonai amfiteátrum

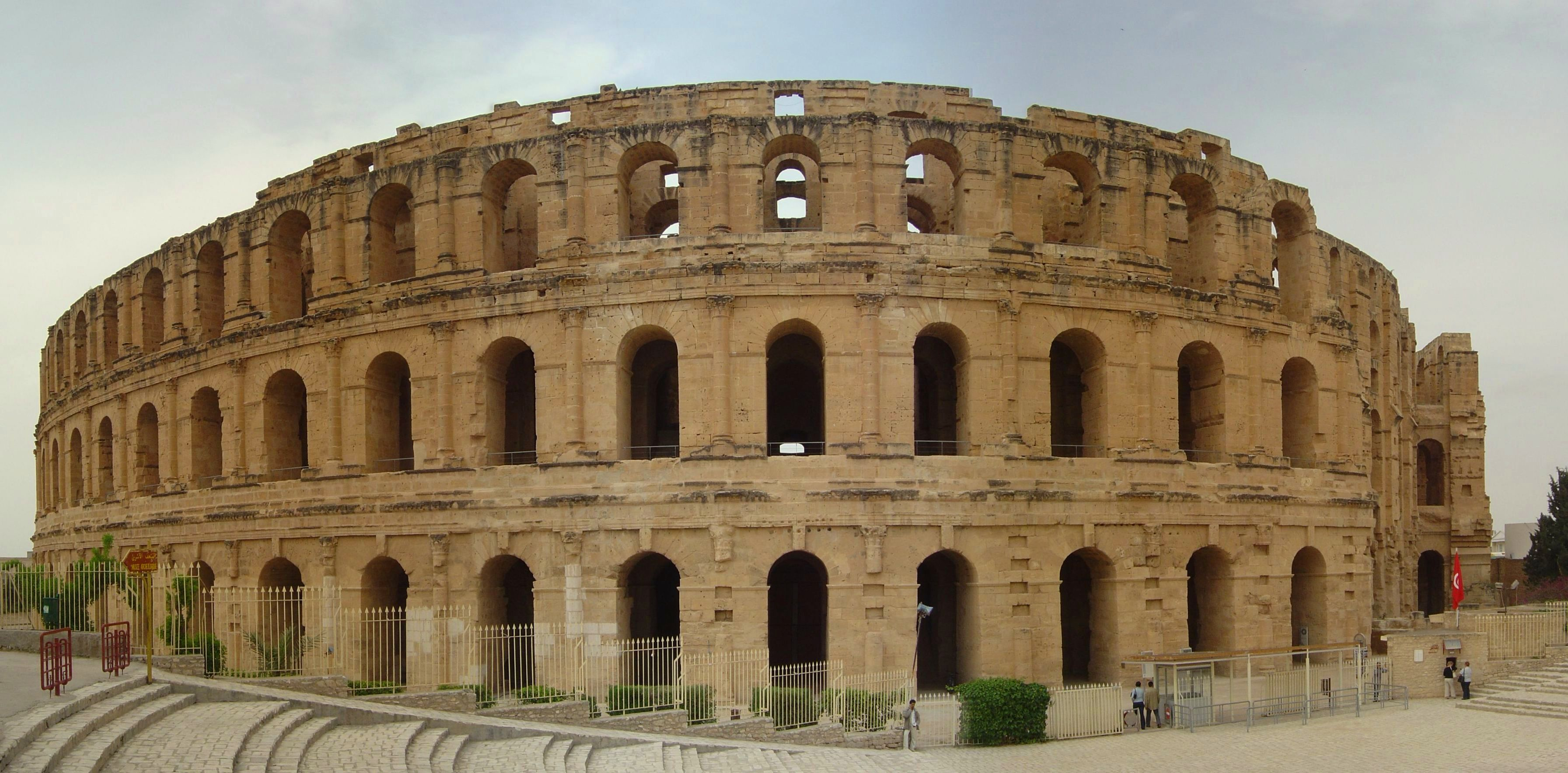
Az el-dzsemi amfiteatrum

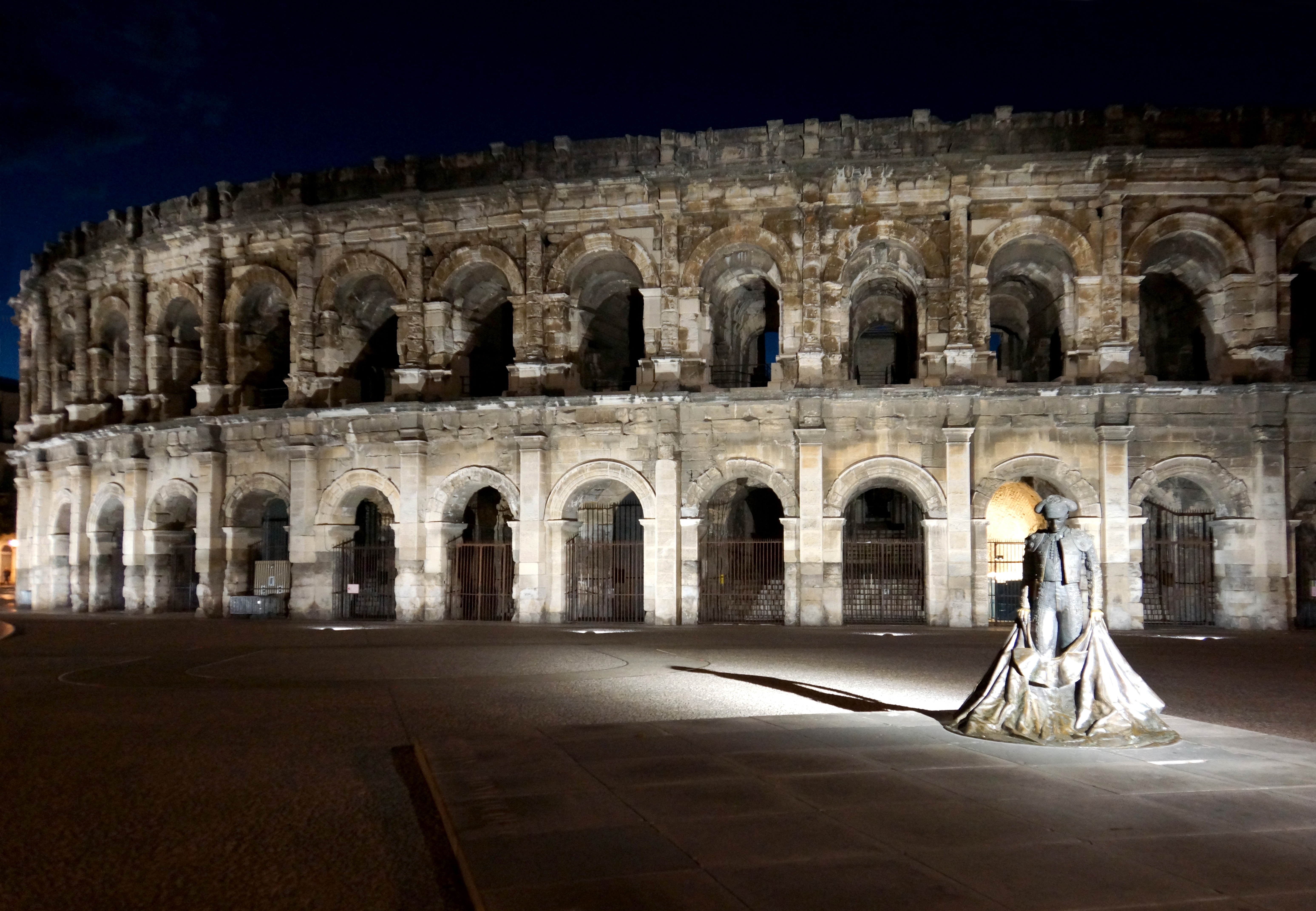
Amfiteátrum, Nîmes (2014)

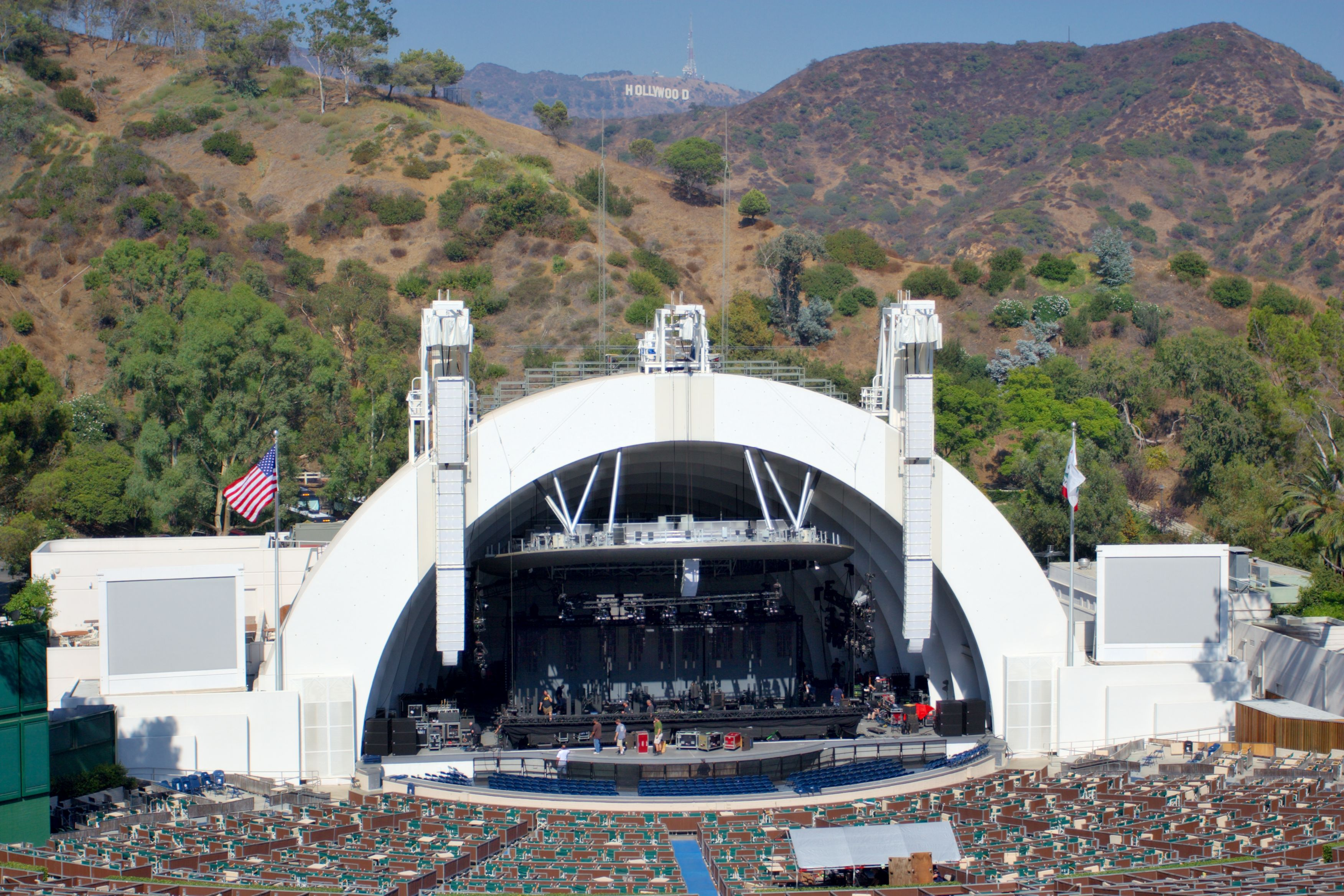
Az egyik legismertebb modern amfiteátrum, a Hollywood Bowl

Tömegszórakoztatást (pl. gladiátorjátékok, állatviadalok stb.) szolgáló ókori római épülettípus. Elliptikus küzdőtérből (aréna) és azt körülvevő, lépcsősen emelkedő üléssorokból alakított nézőtérből (cavea) áll, amelyet az ugyancsak elliptikus alaprajzú homlokzati fal határol. A homlokzati falat többszintes árkádok tagolják.

## Ókori római amfiteátrumok
Az első amfiteátrumszerű építményeket az ókori Róma gladiátorokat és vadállatokat felvonultató ünnepi játékainak kiszolgálására hozták létre. Ezen látványosságok rendezésére sem a fórum nem felelt meg, mivel ott a tömegben hátrébb állók nem láthattak jól, sem a cirkusz, a kocsiversenyek helyszíne, mivel az túlságosan elnyújtott ovális volt. Tudomásunk szerint elsőként az ifjabb C. Scribonius Curio készíttetett két, az ókori görög színházakra hasonlító faépítményt, melyeket egymással szembe lehetett fordítani. Az ebből a megoldásból származó amphi-theatrum elnevezés először a Julius Caesar által i. e. 46-ban építtetett kettősszínházzal kapcsolatban bukkan fel.
A korai amfiteátrumok fából készültek, s előfordult, hogy nem bírták a tömeg terhét vagy tűz ütött ki bennük. Statilius Taurus i. e. 30-ban a Campus Martiuson épített amfiteátruma részben már kőből készült, de mivel ez is tűzben pusztult el, az ülései és a lépcsői valószínűleg még fából voltak. Rómában az első állandó, kőből készült, sok néző befogadására alkalmas amfiteátrum az Amphiteatrum Flavium (Colosseum) volt.
Néhány jó állapotban fennmaradt ókori amfiteátrumban napjainkban is rendeznek koncerteket, színházi vagy operaelőadásokat stb.

## Modern amfiteátrumok
A modern korban épített amfiteátrumok nézőtere legtöbbször félkör alakú, így a kifejezés használata velük kapcsolatban pontatlan, de elfogadott. Színpadjuk mögött általában homorú szerkezet emelkedik, amely felerősíti a hangot és irányítja a terjedését. Az épület környezetétől függően a nézőtér kiterjedhet a domboldal olyan részére is, ahol nem alakítottak ki üléseket.

## Híres amfiteátrumok
- Róma – Colosseum, (50 000 ember befogadására volt képes).
- Pompeii
- Pozzuoli
- Póla
- Durrës
- Óbuda - Aquincum
- Szőny – Brigetio
- Petronell – Carnuntum
- Trier – a világörökség része
- Arles
- Nîmes
- Antiochia
- El-Dzsem